# Фридерик Алембек (золотар)
Фридерик Алембек, іноді Фридерик Альнпех (? — після 1637) — золотар першої половини XVII ст., брат Яна Альнпека.

## Життєпис
Син Гануша (Яна) Альнпека з Фрибурґа в Брайзгау, який прибув до Львова в другій половині XVI ст., помер у 1588 році, та Катаріни з Вольфовичів.
Ремеслу навчився у Львові, потім переїхав до Лондона. Під час перебування тут писав брату (листі від 7 липня 1621 року), що очікує повернення королевича з Шотландії та його зашлюбин з донькою короля Іспанії, очікує від цього більших замовлень. Близько 1626 року повернувся до Речі Посполитої: спочатку до Белза, де виконав невстановлені роботи; потім — до Львова. Після короткого перебування у Львові покинув Польщу. Після 1637 року був у родинному місті, де не зміг себе реалізувати, знову виїхав.